# Municipio de Martvili
El municipio de Martvili (en georgiano: მარტვილის მუნიციპალიტეტი) es un municipio de Georgia perteneciente a la región de Mingrelia-Alta Esvanetia. El área total del municipio es 880,6 kilómetros cuadrados (340 mi²) y su centro administrativo es la ciudad de Martvili. La población era 33.463, según el censo de 2014. 

## Geografía
Matvili limita con los municipios de Lenteji al norte, Joni y Tsageri al este; Senaki y Chjorotsku al oeste y el municipio de Abasha en el sur. La parte sur del área de Martvili está ocupada por una tierra baja que se eleva de suroeste a noreste de 60 a 170 metros. El lugar más alto, la cabecera del Tejuri se encuentra a 3.003 metros sobre el nivel del mar. Al suroeste del municipio se encuentra la cordillera de Asja, que es rica en cuevas kársticas, cascadas, depósitos minerales y piedra caliza. Entre ellas, las montañas de Lebarde, Chekola y Dviri son ricas en aguas minerales.

### Clima
Pertenece a la zona de clima subtropical húmedo de las tierras bajas de Koljeti y se caracteriza por inviernos cálidos y veranos cálidos y húmedos. La temperatura media anual del aire es de 14 °C.

## Historia
El distrito de Martvili se formó en 1929 como parte del distrito de Senaki, desde 1930 ha estado directamente subordinado a la RSS de Georgia. El 3 de septiembre de 1936, pasó a llamarse región de Gegechkori, hasta 1990. En 1951-1953 formó parte de la región de Kutaisi. En 1991 pasó a llamarse municipio de Martvili. 

## Política
La asamblea municipal de Martvili (en georgiano: მარტვილის საკრებულო) es un órgano representativo en el municipio de Martvili, que consta de 36 miembros que se eligen cada cuatro años. La última elección se llevó a cabo en octubre de 2021. Tornike Janashia del Sueño Georgiano (SG) fue elegido alcalde después de una segunda vuelta contra el candidato del Movimiento Nacional Unido (MNU).
| Partido político | Partido político                     | 2017 | 2021 |
| ---------------- | ------------------------------------ | ---- | ---- |
|                  | Sueño georgiano                      | 19   | 15   |
|                  | Movimiento Nacional Unido            | 10   | 11   |
|                  | Para Georgia                         |      | 5    |
|                  | Socialistas Europeos                 |      | 4    |
|                  | Georgia Europea                      | 4    | 1    |
|                  | Alianza de los Patriotas de Georgia  | 3    |      |
|                  | Libertad-Camino de Zviad Gamsajurdia | 1    |      |
| Total            | Total                                | 37   | 36   |

## División administrativa
El municipio consta de 21 comunidades administrativas (temi), y hay una ciudad, Martvili.
Entre los 20 pueblos del municipio de Martvili se encuentran: Didi Tchkoni, Saljino, Nagvazao, Vedidkari, Abedati, Bandza, Gachedili, Tamakoni, Lejaindrao, Kurzu, Taleri, Juntsi, Sergieti, Kitsi, Inchjuri, Najunao, Gurdzemi, Onoghia, Nadjajao, Doshatchke.

## Demografía
El municipio de Martvili ha tenido una disminución de población desde 1970, teniendo hoy sólo dos tercios de los habitantes de entonces. 
| Población del municipio de Martvili                                    | Población del municipio de Martvili | Población del municipio de Martvili | Población del municipio de Martvili | Población del municipio de Martvili | Población del municipio de Martvili | Población del municipio de Martvili | Población del municipio de Martvili | Población del municipio de Martvili | Población del municipio de Martvili | Población del municipio de Martvili | Población del municipio de Martvili |
|                                                                        | 1897                                | 1922                                | 1926                                | 1939                                | 1959                                | 1970                                | 1979                                | 1989                                | 2002                                | 2014                                | 2021                                |
| ---------------------------------------------------------------------- | ----------------------------------- | ----------------------------------- | ----------------------------------- | ----------------------------------- | ----------------------------------- | ----------------------------------- | ----------------------------------- | ----------------------------------- | ----------------------------------- | ----------------------------------- | ----------------------------------- |
| Municipio de Martvili                                                  | -                                   | -                                   | -                                   | 49 400                              | 47 777                              | 49 167                              | 47 797                              | 46 009                              | 44 627                              | 33 463                              | 31 500                              |
| Ciudad de Martvili                                                     | -                                   | -                                   | -                                   | 1660                                | 5062                                | 2984                                | 3156                                | 6036                                | 5609                                | 4425                                | 4203                                |
| Datos: Estadística de población de Georgia desde 1897 hasta hoy. Nota: |                                     |                                     |                                     |                                     |                                     |                                     |                                     |                                     |                                     |                                     |                                     |

La población está compuesta por un 99,6% de georgianos, principalmente mingrelianos. Hay unos pocos cientos de rusos (0,1%) y un número menor de minorías étnicas como ucranianos.
|              | 1939      | 1939       | 1959      | 1959       | 2002      | 2002       | 2014      | 2014       |
| Grupo étnico | Población | Porcentaje | Población | Porcentaje | Población | Porcentaje | Población | Porcentaje |
| ------------ | --------- | ---------- | --------- | ---------- | --------- | ---------- | --------- | ---------- |
| Georgianos   | 46 044    | 93,2%      | 46 252    | 96,8%      | 44 399    | 99,49%     | 33 394    | 99,79%     |
| Rusos        | 2254      | 4,6%       | 504       | 1,1%       | 131       | 0,29%      | 33        | 0,10%      |
| Ucranianos   | 2254      | 4,6%       | 148       | 0,3%       | 14        | 0,03%      | 6         | 0,02%      |
| Abjasios     | -         | -          | -         | -          | 37        | 0,08%      | 3         | 0,01%      |
| Armenios     | 116       | 0,2%       | 251       | 0,5%       | 16        | 0,04%      | 2         | 0,01%      |
| Azeríes      | 6         | 0,1%       | 80        | 0,2%       | 8         | 0,02%      | 1         | 0,01%      |
| Osetios      | 13        | 0,1%       | 33        | 0,1%       | 8         | 0,02%      | 4         | 0,01%      |
| Griegos      | 11        | 0,1%       | 30        | 0,1%       | -         | -          | -         | -          |
| Judíos       | 648       | 1,3%       | 2         | 0,1%       | -         | -          | -         | -          |
| Alemanes     | 141       | 0,3%       | -         | -          | -         | -          | -         | -          |
| Asirios      | 8         | 0,1%       | -         | -          | -         | -          | -         | -          |
| Kurdos       | 2         | 0,1%       | 1         | 0,1%       | -         | -          | -         | -          |
| Chechenos    | 2         | 0,1%       | -         | -          | -         | -          | -         | -          |
| Otros        | -         | -          | -         | -          | -         | -          | 20        | 0,06%      |
| Total        | 49 400    | 100%       | 47 777    | 100%       | 44 627    | 100%       | 33 463    | 100%       |

## Galería

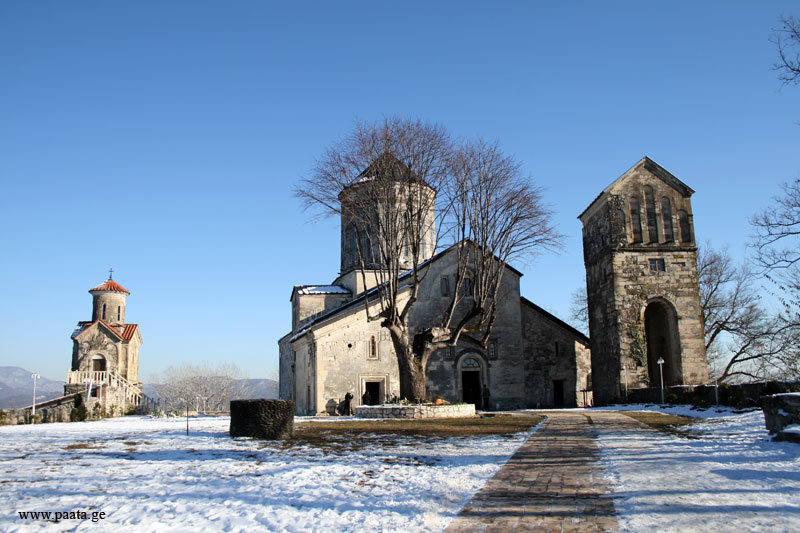
Monasterio de Matvili
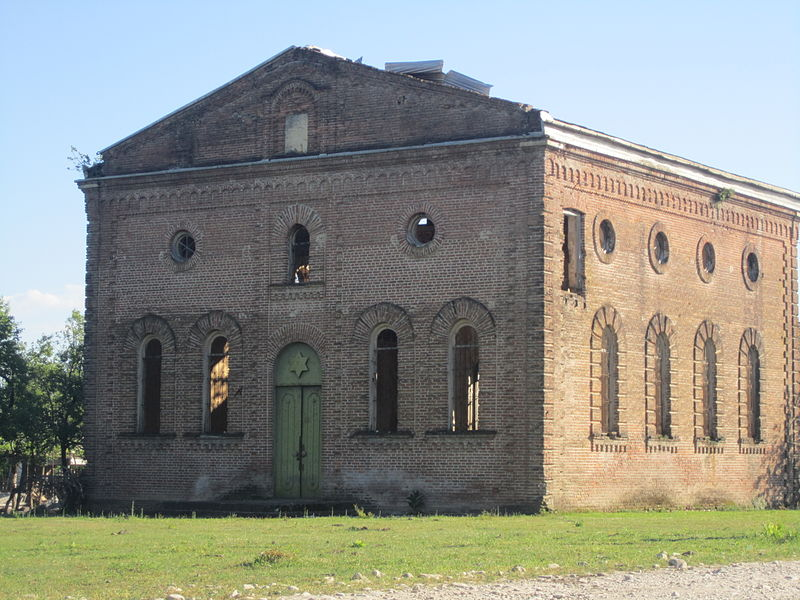
Sinagoga de Bandza
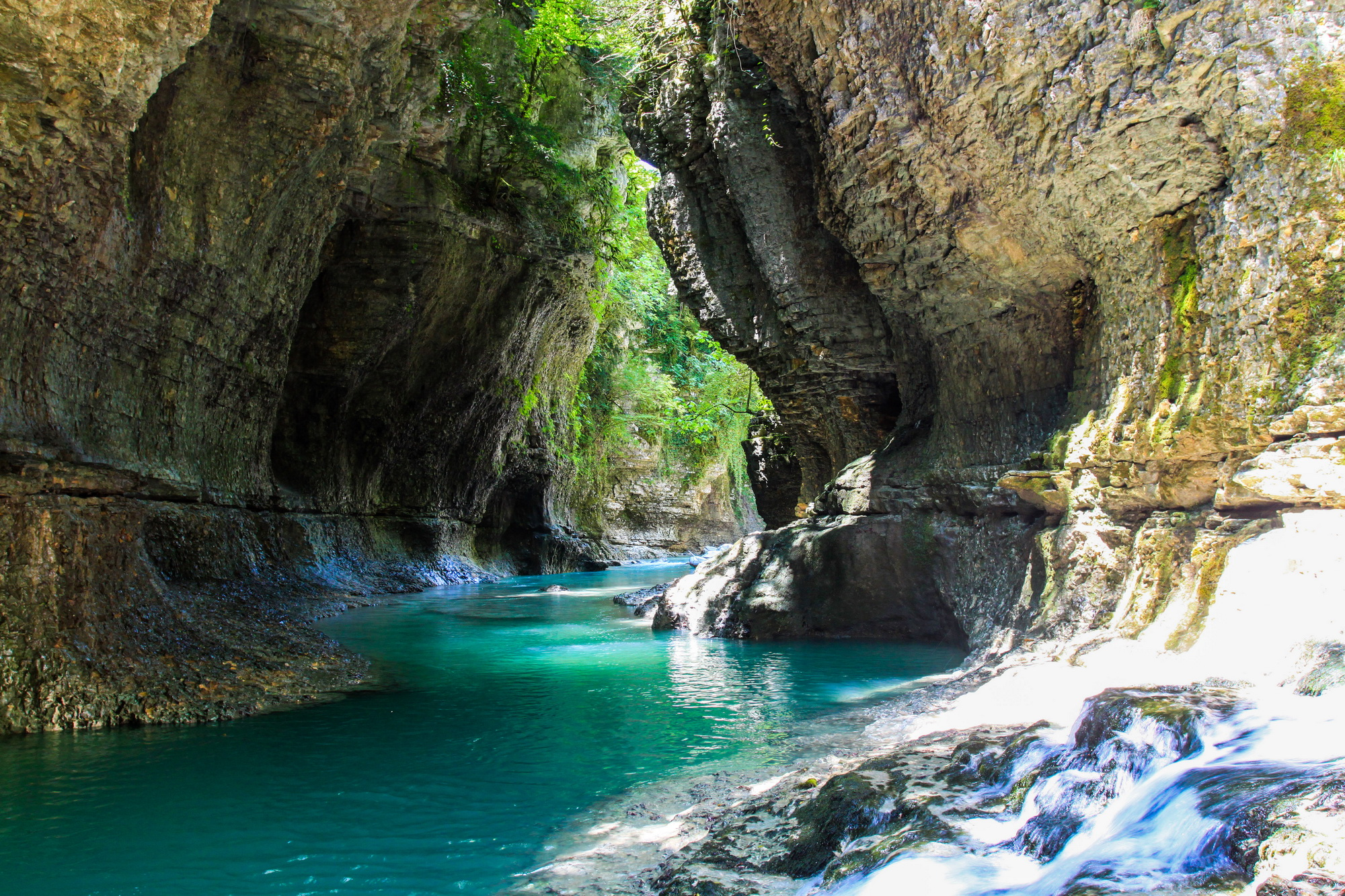
Monumento natural Cañón Gachedili
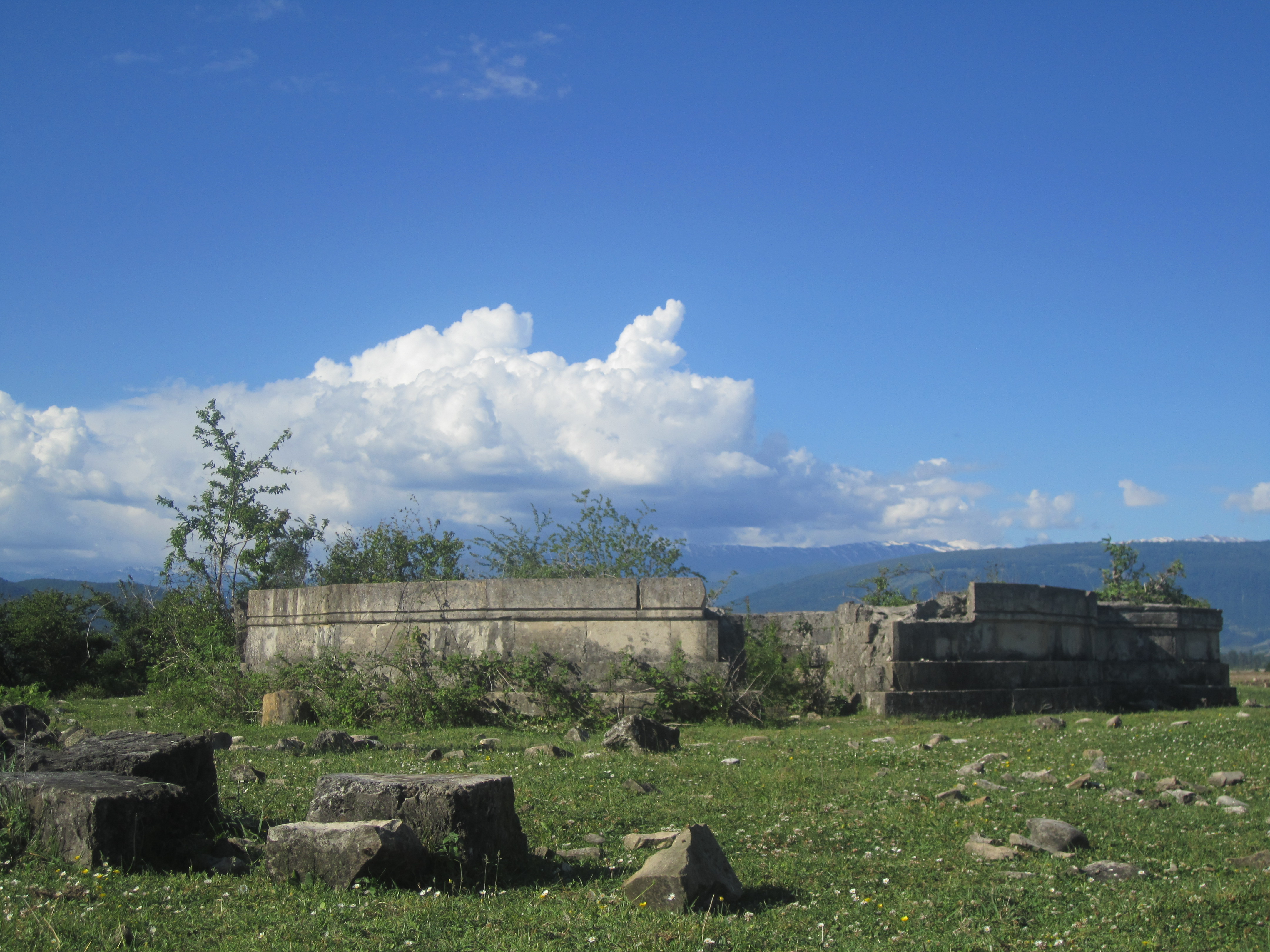
Monasterio de Nodjijevi